# Vacuum
Vacuum — шведская синтипоп-группа, в настоящее время состоящая из Маттиаса Линдблума и Андерса Вольбека. Они познакомились в 1996 году, тогда же группа записала свой первый альбом.
Группа работает в собственной студии «Home», расположенной в центральной части Стокгольма, и часто гастролируют по всему миру.
Как композиторы, Маттиас Линдблум и Андерс Вольбек написали хиты для многих известных групп и артистов, к примеру: Monrose, Тарья Турунен, Рэйчел Стивенс, Гару и других.
В число их соавторов входят Wane Hector, Daniel Presley, Billy Mann, Gary Barlow, Уве Фаренкрог-Петерсен и Troy Verges среди других исполнителей, широко известных в европейской музыкальной сфере.

## История
Группа была основана в 1994 году продюсерами Александром Бардом и Андерсом Вольбеком. Тем не менее деятельность Vacuum, как музыкального коллектива, началась только в 1996 году. Эта дата считается датой рождения группы.
История группы может быть разделена на два периода: до ухода из коллектива его основателя Александра Барда в 1999 году и после, когда фронтмен и солист группы Маттиас Линдблум стал новым лидером Vacuum.

### Период Барда (1994—1999)
Первоначальное название группы — Vacuum Cleaner (дословно «пылесос»), придуманное Бардом и Волльбеком, было сокращено до Vacuum в пользу благозвучности, «научного подхода» и «прогрессивности» — по первоначальной задумке группа должна была играть сугубо инструментальную электронную симфоническую музыку. Лишь позже было решено добавить вокал. В качестве кандидатуры вокалиста рассматривался солист группы Big Money Магнус Ронгедал (швед. Magnus Rongedal). В дальнейшем группа Big Money будет принимать участие в деятельности Vacuum: Магнус будет петь на бэк-вокале, а ещё один участник Big Money Ларс-Иньве «Васа» Йоханссон (швед. Lars-Yngve "Vasa" Johansson) будет соавтором и сопродюсером нескольких композиций (например, ему принадлежит авторство песни «Illuminati»).
Впервые название группы фигурирует на обложке альбома Glory, Glamour and Gold шведского поп-квартета Army of Lovers в связи с продюсированием двух песен «Lit De Parade», «Shine Like a Star». Тем не менее Vacuum до 1996 года, когда Александр Бард покинул группу Army of Lovers остается все ещё лишь проектом.
Осенью 1996 в одном из клубов Стокгольма Бард, занятый поиском музыкантов для Vacuum, встречает Маттиаса Линдблума, солиста группы Ceycamore Leaves. Знакомый с творчеством Ceycamore Leaves, Бард приглашает Маттиаса принять участие в его музыкальном проекте. Последней к проекту подключается клавишница и телеведущая Марина Шипченко.
В декабре 1996 года выходит первый сингл «I Breathe».
14 февраля 1997 года выходит первый альбом группы, названный «The Plutonium Cathedral». В нём помимо характерного электронного поп-звучания ярко прослеживаются влияние симфонической музыки. Музыкальный материал богат оркестровыми аранжировками, Линдблум часто переходит на оперный вокал.
20 мая выходит второй сингл из альбома «The Plutonium Cathedral» «Pride in My Religion», имевший огромный успех у слушателей. На волне успеха Vacuum отправляются в первое европейское турне.
В 1998 году группа выпускает сингл «Tonnes of Attraction» из второго альбома «Seance at the Chaebol». Клип на эту песню транслируется MTV, а Vacuum получает награду SEMA (Премия шведской электронной музыки). Весной, выпустив очередной сингл «Let The Mountain Come To Me», группа уезжает на гастроли по Восточной Европе, в том числе России и Украине.
Задержка выхода второго альбома объяснялась музыкантами тем, что они хотели, чтобы их новый альбом воспринимался иначе, нежели предыдущий. После некоторых проблем со звукозаписывающей компанией Stockholm Records, альбом «Seance at the Chaebol» был выпущен в первоначальном, не обновлённом варианте в России и Италии.
Первые два альбома характеризуют как классическую европейскую поп-музыку, тексты песен которой под влиянием Александра Барда имели ярко выраженную социально-политическую окраску, затрагивали темы религии и астрономии, что было весьма необычно для музыки в стиле синти-поп.
Сценические выступления группы в тот момент представляют довольно статичное зрелище. В довершение ко всему, по просьбе Барда английский дизайнер Салли О'Сэливан разработала стиль одежды, прически и грим участников группы: минималистические черные костюмы, «дизайнерские» прически, чёрный лак на ногтях, андрогинный имидж солиста.

### Период Линдблума (с 1999)
В 1999 году его место занимают два сессионных музыканта, с которыми группа вновь отправляется в турне по России. Основатель Vacuum Александр Бард покидает группу ради занятий литературной деятельностью, и новым танцевальным проектом Alcazar.
В отсутствие нового материала, поставщиком которого был Бард, Линдблум объединяется с Андерсом Волльбеком с целью написания песен для Vacuum. В это же время новое развитие получает конфликт группы со Stockholm Records. Компания разрывает договор с Vacuum, мотивируя свой поступок тем, что не видит дальнейших перспектив развития группы — кроме практически не приносящей доходов известности в Восточной Европе дуэт Линдблума и Марины мало кого интересует на Западе.
Таким образом, новая, «шведская» версия альбома «Seance at the Chaebol», получившая название «Culture of Night» была выпущена сразу тремя компаниями: Epicentre, Cheiron и Sony в 2000 году. Альбом выглядел как компиляция из старых, трёх новых (одна из них – «My Melting Mood» – принадлежит творческому союзу Wollbeck — Lindblom) и двух ремастерированных композиций. Впрочем, не получив должного промоушна, альбом не имел значительного успеха.
Практический провал «Culture of Night», как финал предыдущих проблем с Бардом и Stockholm Rec., подтолкнул участников Vacuum к мысли о бессмысленности дальнейшего существования проекта. Маттиас и Марина опубликовали письмо, обращенное к фанатам группы, общий смысл которого сводился к тому, что члены группы временно приостанавливают студийную деятельность, сосредоточившись на сольной деятельности. Также были обещаны концерты Vacuum, которые так и не состоялись.
В конце 1999 года, подписав контракт с компанией Subspace Communications, Vacuum выпускают EP «Icaros». Этот сингл оказался последним, в записи которого участвовала Марина Шипченко.
На волне роста слухов о том, что Маттиас занят поп-проектом со значительным романтическим уклоном, Марина, в свою очередь, также решает покинуть группу, дабы уделять больше времени семье и арт-проектам (Шипченко является совладельцем галереи современного искусства в Стокгольме). Впоследствии она будет приглашена Бардом в его новый проект Bodies Without Organs.
Vacuum замолкает на два года.

### Возвращение группы (2002)
6 мая 2002 года молчание было прервано. На прилавки музыкальных магазинов лег сингл «Starting (Where the Story Ended)», тем самым декларировав, что группа перешла на новый виток своего творческого пути: новый состав, новая музыка, новые идеи и новый облик группы. В подкрепление этого заявления в том же году 14 октября был перевыпущен в странах Скандинавии пересведённый и дополненный двумя новыми треками альбом «Culture of Night». На концертных выступлениях Марину Шипченко заменяет гитарист.
В начале 2004 года выходит новый сингл «Fools Like Me», обозначивший вектор дальнейшего развития Vacuum. Последовавший за ним в том же году сингл «They Do It» только подтвердил видимое смещение от геополитики и религии в сторону рефлексии и личных переживаний.
20 сентября 2004-го выходит новый альбом, названный Your Whole Life Is Leading Up to This (рус. Вся твоя жизнь ведёт к этому), написанный совместно тандемом Wollbeck — Lindblom, перешедший грань синти-попа, вплоть до электронной, трансовой и техно-музыки, вместе с текстами о любви и поиске смысла жизни.
После этого альбома последовали выпуски сингла «The Void» (6 июня 2005), а затем «Six Billion Voices» (2006) и «Walk On The Sun» (2007). Последние два сингла предваряют выход нового альбома, дата релиза которого пока не известна (тем не менее, в немецком переиздании «Your Whole Life Is Leading Up to This» обе песни включены в качестве бонус-треков).
Также Вольбек и Линдблум ведут активную музыкальную деятельность вне группы. В качестве композиторов они сотрудничают со многими артистами по всему свету. Только в 2007-м году они успели поработать с такими звёздами, как Тарья Турунен (для неё были написаны песни «I Walk Alone», «Die Alive» и другие), Monrose (сингл «What You Don’t Know»), Cinema Bizarre (песни «Heavensent», «Get Off»), Эдита Гурняк и многими другими.
В 2007 году Vacuum подписывает контракт с российской компанией Icon Management на создание и издание новых альбомов. В этом же году Линдблум пишет песню «Сейчас или никогда» для российского исполнителя Алексея Воробьёва, которая вошла в саундтрек фильма «Нулевой километр».
С апреля 2008 группа сотрудничает с немецким пианистом Михаэлем Цланабитнигом. Результат этого союза до сих пор не выпущен на звуковых носителях, но доступен в Интернете. Летом этого же года Vacuum выпускают песню, записанную дуэтом с Марчеллой Детройт (англ. Marcella Detroit) «My Friend Misery».
C лета 2011 группа активно гастролирует по Украине, в частности, в Киеве, где также принимает участие в записях ТВ-шоу с живыми выступлениями («Фабрика зірок» и «Шустер Live»).

## Дискография

### Альбомы
- The Plutonium Cathedral (1997)
- Seance at the Chaebol (1998)
- Culture of Night (2000) (три новые песни + две обновленные песни, релиз только для России)
- Culture of Night (2002) (ещё две новые песни)
- Your Whole Life Is Leading Up to This (2004)
- Your Whole Life Is Leading Up to This (2007) (пять новых бонус треков + видео, релиз только для Германии)

### Синглы
- I Breathe (1996)
- I Breathe (1997)
- Science of the Sacred (1997)
- Pride in My Religion (1997)
- Tonnes of Attraction (1998)
- Let the Mountain Come to Me (1998)
- Icaros (2000)
- Starting (Where the Story Ended) (2002)
- Fools Like Me (2004)
- They Do It (2004)
- The Void (2005)
- Six Billion Voices (2006)
- Walk on the Sun (2007)
- Know by Now/My Friend Misery (2008)
- Where Angels Belong (2009)
- The Ocean (2009)
- Black Angels (2011)
- I Loved You (2012)
- Animal (2013)
- You Are Everywhere (2020)

## Видеоклипы
Подавляющее большинство клипов были выпущены только для телевидения и не издавались официально.
- I Breathe (1997)
- Science of the Sacred (1997)
- Pride in My Religion (1998)
- Tonnes of Attraction (1998)
- Let the Mountain Come to Me (1998)
- Icaros (1999)
- Starting (Where the Story Ended) (2002)
- Fools Like Me (2004)
- They Do It (2004)
- Know by Now (2008)
- I Loved You (2012)

## Участники
- Маттиас Линдблум — вокал
- Андерс Вольбек — синтезатор, гитара, программирование

### Бывшие участники
- Марина Шипченко — синтезаторы (1996—2000)
- Александр Бард — басы, компьютеры (1996—1999)

## Фан-клубы в России
- Vacuum - I Breathe Странница ВКонтакте
- Mattias Lindblom | VACUUM Странница ВКонтакте
- VACUUM Official Странница ВКонтакте